# Cádizbugten
Cádizbugten (spansk: Golfo de Cádiz) er en bugt i Atlanterhavet mellem Kap Sankt Vincent (Cabo de São Vicente) i Portugal og Kap Trafalgar (Cabo Trafalgar) længst vest i Gibraltarstrædet. To store floder, Guadalquivir og Guadiana munder ud i bugten, sammen med de mindre floder Odiel, Guadalete og Tinto.
De største byer ved bugten er Cádiz og Huelva i Spanien og Faro i Portugal.
36°47′N 7°14′V / 36.78°N 7.23°V